# Cecidomyia klugii
Cecidomyia klugii är en tvåvingeart som först beskrevs av Johann Wilhelm Meigen 1818.  Cecidomyia klugii ingår i släktet Cecidomyia och familjen gallmyggor.
Artens utbredningsområde är Tyskland. Inga underarter finns listade i Catalogue of Life.